# Artère supra-rénale moyenne
L'artère supra-rénale moyenne (ou artère surrénale moyenne ou artère capsulaire moyenne) est une artère systémique paire inconstante de l'abdomen qui vascularise la glande surrénale.

## Origine
L'artère supra-rénale moyenne nait de la face antéro-latérale de l'aorte abdominale, entre les artères phréniques inférieures et les artères rénales prés du tronc cœliaque. au niveau de la première vertèbre lombaire.

## Trajet
L'artère supra-rénale moyenne droite passe entre le pilier droit du diaphragme et la veine cave inférieure.
L'artère supra-rénale moyenne gauche passe en arrière de la paroi postérieure des omentums.
Les deux artères supra-rénales moyennes se terminent par de multiples rameaux qui pénètrent le bord médial de la glande surrénale homolatérale.
Elles s'anastomosent avec les artères supra-rénales supérieure et inférieure.

## Variations anatomiques
Les artères supra-rénales moyennes peuvent être absentes ou n'exister que d'un côté. Elles peuvent également exister en surnuméraires.
Elles peuvent également provenir de l'artère rénale ou de l'artère phrénique inférieure.